# إريك أولين رايت
إريك أولين رايت (بالإنجليزية: Erik Olin Wright)‏ (9 فبراير 1947 - 23 يناير 2019) هو عالم اجتماع ماركسي تحليلي أميركي، متخصص في التدرج الطبقي الاجتماعي، وفي البدائل المستقبلية المساواتية للرأسمالية. يتميز باختلافه عن الماركسيين الكلاسيكيين بتقسيمه للطبقة العاملة إلى مجموعات فرعية تتباين بنفوذها، وبالتالي تتفاوت في وعيها الطبقي. استحدث رايت مفاهيم جديدة للتكيف مع هذا التغيير في المنظور بما في ذلك الديمقراطية العميقة والثورة الخلالية.

## النشأة وتعليمه
ولد إيريك أولين رايت في 9 فبراير 1947 في بيركلي، كاليفورنيا لوالدين يهوديين. حصل على شهادتي بكالوريوس (من كلية هارفارد في عام 1968، ومن كلية باليول، جامعة أكسفورد في عام 1970)، ودكتوراه من جامعة كاليفورنيا ، بيركلي، في عام 1976. منذئذ، شغل منصب أستاذ لعلم الاجتماع في جامعة ويسكونسن - ماديسون.
بدأ رايت بمساهماته الفكرية في منتصف السبعينيات، ضمن جيل كامل من الأكاديميين الشباب الذين أصبحوا راديكاليين بسبب معارضة حرب فيتنام وحركة الحقوق المدنية. ومنذ ذلك الحين، تميز عن باقي أبناء جيله من خلال التزامه المطرد بالبحث لأكثر من ربع قرن.
في عام 2012، تم انتخاب رايت رئيسًا للجمعية الأمريكية لعلم الاجتماع.

## فكره

### الطبقات الإجتماعية
وُصِف رايت بأنه «منظّر يساري جديد مؤثر». يهتم عمله بشكل أساسي بدراسة الطبقات الاجتماعية، وعلى وجه الخصوص دأب على توفير تحديث المفهوم الماركسي للطبقة وتطويره، من أجل تمكين الباحثين الماركسيين وغير الماركسيين على حد سواء من استخدام «الطبقة» لشرح والتنبؤ بمصالح الناس المادية وتجاربهم الحياتية وظروف معيشتهم ومدخولاتهم وقدراتهم التنظيمية ورغبتهم بالانخراط في العمل الجماعي وتوجهاتهم السياسية، إلخ... بالإضافة إلى ذلك، فقد حاول تطوير تصنيفات طبقية تسمح للباحثين بمقارنة البنى والديناميكيات الطبقية لمختلف المجتمعات الرأسمالية المتقدمة المختلفة و «ما بعد الرأسمالية».
شدد رايت على أهمية:
1. السيطرة على والاستبعاد من النفاذ إلى الموارد الاقتصادية / الإنتاجية؛
2. الموقع ضمن علاقات الإنتاج؛
3. القدرة السوقية في العلاقات التبادلية؛
4. السيطرة التفاضلية على الدخل الناتجة عن استخدام الموارد الإنتاجية؛ و،
5. السيطرة التفاضلية على جهد العمال في تعريف «الطبقة»، مع المحاولة في الوقت ذاته توضيح وضع الموظفين الخبراء والمهرة والمديرين والمشرفين، مستلهما الشروحات الفيبرية للطبقة والتحليل الطبقي.

وفقًا لرايت، فإن الموظفين ذوي المهارات المطلوبة وغير مرنه العرض (بسبب الندرة الطبيعية أو القيود المفروضة اجتماعياً والمبنية على العرض، مثل الترخيص، والحواجز التي تحول دون الدخول في برامج التدريب، وما إلى ذلك) هم في "موقع ذو امتياز [فائض] ضمن علاقات الاستغلال لأنه، رغم أنهم ليسوا رأسماليين، فهم قادرون على الحصول على امتيازات أكثر من خلال علاقتهم بمالك وسائل الإنتاج أكثر من العمال الأقل مهارة ومن الصعب مراقبتهم وتقييم جهد عملهم. ولذلك، يتعين على مالك (أو مالكي) وسائل الإنتاج أو صاحب عملهم عموماً أن يدفع لهم أجرة مقابل "ندرتهم" أو "مهارتهم / اعتماديتهم" (مما يزيد من تعويضهم عن التكلفة الفعلية لإنتاج وإعادة إنتاج قوتهم العاملة) ويحاول "شراء" ولاءهم من خلال منحهم أسهم تملك، وتفويضهم بسلطة على زملائهم من العمال و / أو السماح لهم بأن يكونوا مستقلين بشكل أو بآخر في تحديد وتيرة واتجاه عملهم. وبالتالي، فإن الخبراء ومديري الخبراء والمديرين التنفيذيين يميلون إلى أن يكونوا أقرب إلى مصالح "أرباب العمل" أكثر من مصالح العمال الآخرين.
من مؤلفات إيريك أولين رايت للطبقة اعتبارها: دراسات مقارنة في التحليل الطبقي (كامبريدج، 1997)، والذي يستخدم البيانات التي تم جمعها في مختلف البلدان الصناعية، بما في ذلك الولايات المتحدة وكندا والنرويج والسويد.

### اليوتوبيا الواقعية
في الآونة الأخيرة ارتبط اسم رايت مع الفهم المتجدد للبديل الاشتراكي، ذو الجذور العميقة في الاجتماعية associativism .  يعتمد الانتقال إلى هذا البديل، وفقًا لرايت، على تصميم وبناء «اليوتوبيا الواقعية»، وهو عنوان بحث وكتاب خاص به. تجمع «اليوتوبيا الواقعية» البدائل للمؤسسات السائدة التي تحمل مبادئ أخلاقية تتوافق مغ عالم عادل وإنساني وتهتم بمسائل العيوشية.

## مؤلفات مختارة

### الدراسات
- Wright، Erik Olin (1973). The politics of punishment: a critical analysis of prisons in America. New York: Harper & Row. ISBN:9780060903183.
- Wright، Erik Olin (1978). Class, crisis, and the state. London: New Left Books. ISBN:9780902308930.
- Wright، Erik Olin (1979). Class structure and income determination. New York: Academic Press. ISBN:9780127649504.
- Wright، Erik Olin (1997) [1985 Verso]. Classes. London New York: Verso. ISBN:9781859841792.
- Wright، Erik Olin (1989). The debate on classes. London New York: Verso. ISBN:9780860919667.
- Wright، Erik Olin (1997). Class counts: comparative studies in class analysis. Cambridge New York Paris: Cambridge University Press Maison des Sciences de l'homme. ISBN:9780521556460.
- Wright، Erik (2010). Envisioning real utopias. London New York: Verso. ISBN:9781844676170.
- بدائل للرأسمالية: مقترحات لاقتصاد ديمقراطي مع روبن هانيل (2014) مشروع اليسار الجديد [12]
- Wright، Erik (2015). Understanding Class. London New York: Verso. ISBN:9781781689455.

### أعمال مجمعة
- Wright، Erik Olin؛ Fung، Archon (2003). Deepening democracy: institutional innovations in empowered participatory governance. London New York: Verso. ISBN:9781859844663.

هذا جزء من مشروع اليوتوبيا الواقعية
- Wright، Erik (2005). Approaches to class analysis. Cambridge, UK New York: Cambridge University Press. ISBN:9780521603812.
- كتب رايت التمهيد ل: Gornick، Janet C.؛ Meyers، Marcia (2009). Gender equality: transforming family divisions of labor. London New York: Verso. ISBN:9781844673254. Gornick، Janet C.؛ Meyers، Marcia (2009). Gender equality: transforming family divisions of labor. London New York: Verso. ISBN:9781844673254. Gornick، Janet C.؛ Meyers، Marcia (2009). Gender equality: transforming family divisions of labor. London New York: Verso. ISBN:9781844673254. Gornick، Janet C.؛ Meyers، Marcia (2009). Gender equality: transforming family divisions of labor. London New York: Verso. ISBN:9781844673254. رايت هو أيضا محرر سلسلة الكتب.

### مقالات في دوريات
- Wright، Erik Olin؛ Levine، Andrew (سبتمبر–أكتوبر 1980). "Rationality and class struggle". New Left Review. ج. I ع. 23. مؤرشف من الأصل في 2018-07-05.{{استشهاد بدورية محكمة}}:  صيانة الاستشهاد: postscript (link)
- Wright، Erik Olin (سبتمبر–أكتوبر 2006). "Compass points: towards a Socialist alternative". New Left Review. ج. II ع. 41. مؤرشف من الأصل في 2019-01-08.{{استشهاد بدورية محكمة}}:  صيانة الاستشهاد: postscript (link)
- Wright، Erik Olin (فبراير 2013). "Transforming capitalism through real utopias". المراجعة الاجتماعية الأمريكية (مجلة). ج. 78 ع. 1. DOI:10.1177/0003122412468882.{{استشهاد بدورية محكمة}}:  صيانة الاستشهاد: postscript (link)

## راجع أيضا
- نظرية المسار التاريخي

## وصلات خارجية
- إريك أولين رايت على موقع الموسوعة البريطانية (الإنجليزية)
- موقع إيريك أولين رايت
- "دليل تقريبي لمدينة اليوتوبيا" ، مراجعة تصور «اليوتوبيا الحقيقية» في مجلة "Oxonian Review" ، تشرين الثاني 2010
- «الرجال الحقيقيين العثور على Utopias الحقيقي» ، استعراض تصور Utopias الحقيقي في Dissent (مجلة) ، شتاء 2011
- «حوار مع بيتر شيا في جامعة مينيسوتا، 2007»